# قطعنامه ۷۲۹ شورای امنیت
قطعنامه ۷۲۹ شورای امنیت سازمان ملل متحد که در تاریخ ۱۴ ژانویه ۱۹۹۲ تصویب شد، سندی بین‌المللی دربارهٔ السالوادور است. این قطعنامه طی نشست ۳۰۳۰ام با ۱۵ رای موافق، ۰ مخالف و ۰ ممتنع تصویب شد.